# Cos d'Artilleria d'Israel

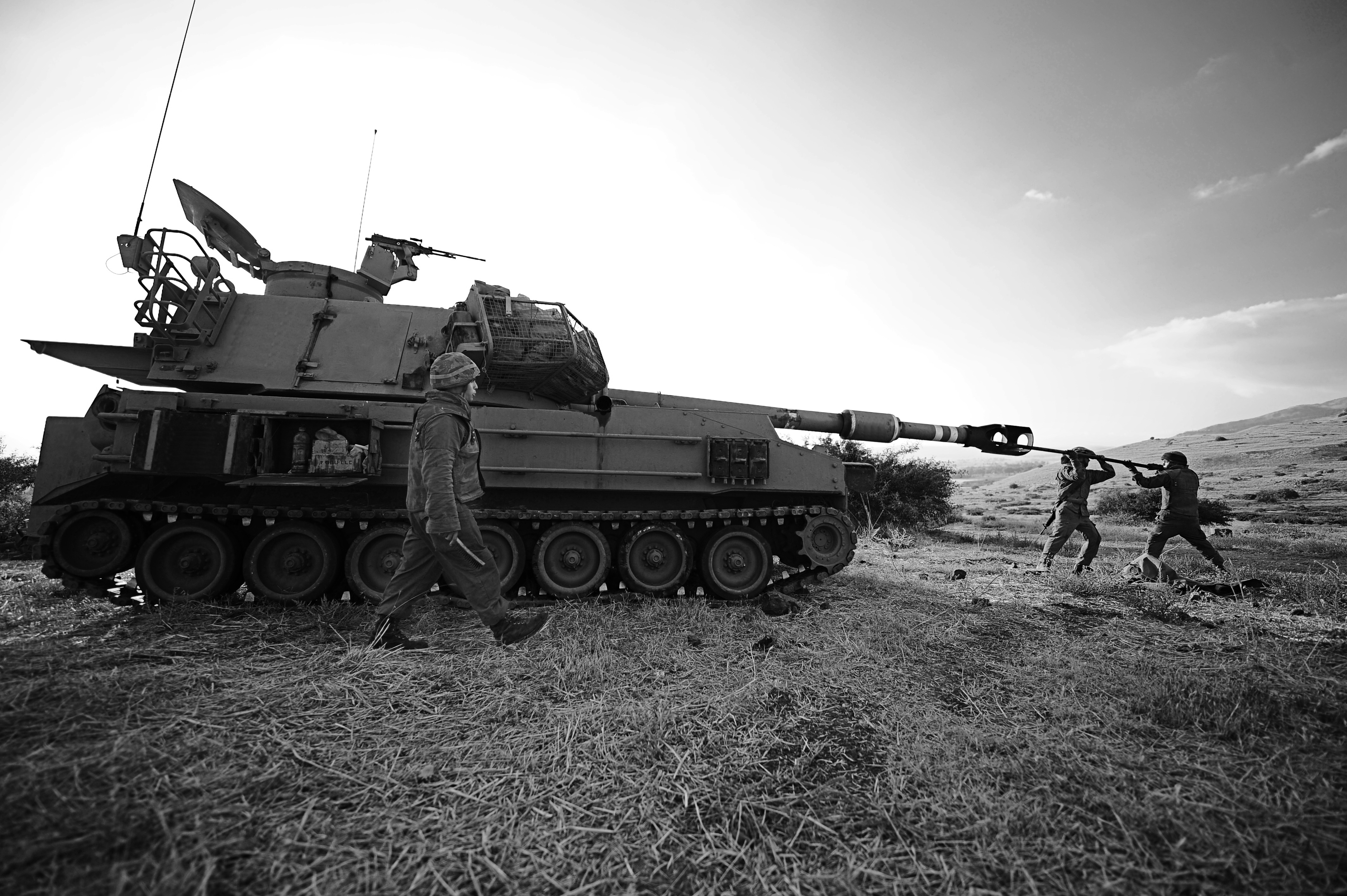
Soldats del cos d'artilleria amb el seu vehicle.

El Cos d'Artilleria d'Israel (en hebreu: חיל התותחנים, Heyl HaTothanim) és el cos de les FDI responsable d'operar les forces d'artilleria de mitjà i llarg abast. El comandant actual del Cos d'Artilleria és el General de Brigada Roy Riftin, que va reemplaçar al General de Brigada David Swissa.

## Missió
El Cos està encarregat amb dues missions principals:
1) Ajudar a les forces de maniobra de les FDI en el lloc, el moment i amb la potència de foc necessària.
2) Paralitzar i destruir els objectius enemics a través de la zona d'operacions de les FDI.

## Estructura
El Cos d'Artilleria es una part integral de la Caserna General de l'Exèrcit. És un cos divers, amb la seva artilleria de llarg abast. El cos consisteix en tres regiments de suport principal:
- La formació Pilar de foc, formada pels batallons regulars de servei Drakon (drac) i Reshef (flaix) així com els batallons de la reserva.
- La formació Golan, formada pels batallons regulars Namer (lleopard) i Keren (llamp), el batalló d'artilleria autopropulsada Thunder (tro) així com els batallons addicionals de la reserva.
- La formació Kela David, formada pel batalló "Meitar", una unitat d'operacions especials.

## Escola d'artilleria
El cos també opera una escola d'artilleria de camp i un centre d'entrenament. La importància del cos per a les FDI està creixent a causa de la ràpida evolució de la tecnologia moderna. El cos està entre els components més avançats de les FDI, fa servir tecnologia avançada per millorar la seva precisió i efectivitat. El cos d'artilleria israelià va participar en la Segona Guerra del Líban juntament amb la Força Aèria Israeliana. El soldats del cos d'artilleria porten gorres de color blau i botes negres.